# Titi et les Bijoux magiques
Titi et les Bijoux magiques (トゥイティーのハーティーパーティー, Tweety no Hearty Party) est un jeu vidéo party game développé par Kotobuki System et édité par Kemco, sorti en 2001 sur Game Boy Advance. Le jeu était disponible au lancement de la console.

## Scénario
Titi se perd dans la forêt. Il décide de se reposer près d'une boîte : il décide de l'ouvrir. Mais il se retrouve enfermé dedans. Soudain, son corps le démange : il commence à se transformer en bijou. Et lorsque Mémé, la reine des bois, s'en aperçoit, elle en prévient Bugs Bunny, Daffy Duck, Porky Pig, Grosminet, Sam le pirate, et Marc-Antoine et leur demande de faire un voyage autour du monde afin de retrouver cinq bijoux magiques permettant de stopper la transformation en bijou de Titi.

## Système de jeu
Il y a quatre modes : Comment jouer ? pour les instructions, Un joueur pour jouer en solo, Jeu avec câble pour jouer en multijoueur et Jukebox pour écouter toutes les musiques du jeu.